# Gare de Port-la-Nouvelle
La gare de Port-la-Nouvelle est une gare ferroviaire française de la ligne de Narbonne à Port-Bou (frontière), située sur le territoire de la commune de Port-la-Nouvelle, dans le département de l'Aude en région Occitanie.
Elle est mise en service en 1858 par la Compagnie des chemins de fer du Midi et du Canal latéral à la Garonne. 
C'est une gare de la Société nationale des chemins de fer français (SNCF), desservie par des trains express régionaux TER Occitanie.

## Situation ferroviaire
Établie à 3 mètres d'altitude, la gare de Port-la-Nouvelle est située au point kilométrique (PK) 425,125 de la ligne de Narbonne à Port-Bou (frontière), entre les gares ouvertes de Narbonne et de Leucate-La Franqui. Vers Narbonne, s'intercale la gare fermée de Gruissan-Tournebelle.

## Histoire
La Compagnie des chemins de fer du Midi et du Canal latéral à la Garonne, concessionnaire d'un chemin de fer de Narbonne à Perpignan, débute en 1855 les travaux sur la commune de « La Nouvelle » qui dispose d'un port. La gare est édifiée en 1857 et la station de La Nouvelle est mise en service le 20 février 1858 avec la première section de Narbonne à Le Vernet. C'est la première station à 21 km de Narbonne, la compagnie l'a choisi du fait du potentiel de trafic dû à son port.
L'arrivée du chemin de fer va dans un premier temps permettre le développement de la commune en station balnéaire. En 1853 le maire Paule Carrière et son conseil municipal, pour éviter les confusions et recentrer sa commune sur son atout principal, changent son nom en « Port La Nouvelle ». 
La gare connait l'électrification et la mise en place de la signalisation BAL actuelle en 1981.

## Fréquentation
De 2015 à 2023, selon les estimations de la SNCF, la fréquentation annuelle de la gare s'élève aux nombres indiqués dans le tableau ci-dessous.
| Année               | 2015   | 2016   | 2017   | 2018   | 2019   | 2020   | 2021    | 2022    | 2023    |
| ------------------- | ------ | ------ | ------ | ------ | ------ | ------ | ------- | ------- | ------- |
| Nombre de voyageurs | 74 666 | 78 634 | 87 075 | 71 159 | 83 628 | 70 509 | 104 839 | 124 777 | 140 520 |

## Service des voyageurs

### Accueil
Gare SNCF, elle dispose d'un bâtiment voyageurs, avec guichet, ouvert tous les jours. Elle est équipée d'automates pour l'achat de titres de transport.

### Desserte
Port-la-Nouvelle est desservie par des trains du réseau TER Occitanie qui circulent entre Narbonne et Perpignan. Certains trains sont prolongés au-delà de Narbonne vers Toulouse-Matabiau ou Nîmes, Avignon-Centre et Marseille-Saint-Charles, tandis que d'autres sont prolongés au-delà de Perpignan vers Cerbère ou Portbou. Le temps de trajet est d'environ 13 minutes depuis Narbonne et d'environ 35 minutes depuis Perpignan.
Port-la-Nouvelle est également desservie, l'été uniquement, par des Intercités de nuit assurant la liaison entre Paris-Austerlitz et Cerbère.

### Intermodalité
Un parking pour les véhicules est aménagé. Elle est desservie par des bus urbains.

## Service des marchandises
Cette gare est ouverte au service du fret.